# Centrale nucleare di Ågesta
La centrale nucleare di Ågesta, conosciuta anche con la sigla R3, è una centrale elettronucleare svedese situata nei pressi di Huddinge, comune facente parte della contea di Stoccolma in Svezia. Si tratta della prima centrale nucleare svedese a produzione commerciale.
I lavori di costruzione iniziarono nel dicembre 1957, mentre l'entrata in funzione effettiva risale al maggio 1964. Dieci anni più tardi cessò ufficialmente la propria attività.
La centrale forniva sia elettricità che calore per teleriscaldamento per una parte della città di Stoccolma. L'impianto è composto da un singolo reattore PHWR da 10 MW di potenza netta.
Il 13 aprile 1993 il quotidiano Dagens Nyheter ha pubblicato un articolo circa un incidente che sarebbe avvenuto in data 1º maggio 1969, secondo cui 500 litri di acqua pesante sarebbero fuoriusciti attraverso una valvola danneggiata da un aumento di pressione.